# Sinistra Universitaria
Con il nome di  Sinistra Universitaria (SU) si identificano diverse liste studentesche universitarie con ispirazione politica di sinistra, le quali si sono riunite sotto tale sigla per evidenziare la propria associazione / movimento all'interno di vari atenei italiani.
Queste associazioni di centro-sinistra, nate anche in tempi differenti in diverse città come Milano, Firenze, Roma, Bologna e Parma, non fanno sempre capo ad un unico movimento ma si sono costituite indipendentemente l'una dalle altre: ognuna con il suo percorso, storia, valori e appartenenza politica.

## Le varie associazioni

### Sinistra Universitaria di Bologna
Presso l'Università di Bologna la Sinistra Universitaria (SU) è presente nell'Ateneo nel quale organizza seminari e eventi su svariate tematiche,  esprime rappresentanti degli studenti in numerosi consigli di corso, di dipartimento e nel Consiglio nazionale degli studenti universitari.
A Bologna pubblica il periodico "L'UNIversiTÀ" spazio di espressione per studenti e studentesse dell'Alma Mater Studiorum
Da Giugno 2018 ha aderito all'associazione nazionale Primavera degli Studenti che fa da rete fra quelle associazioni locali di sinistra che si riconoscono nei principi democratici e si proclamano antifasciste.

### Sinistra Universitaria di Milano
Nella città di Milano sotto il nome di Sinistra Universitaria (SU) è presente presso l'Università degli Studi - "Statale".
A Milano pubblicava periodicamente il giornale universitario La Lanterna, in collaborazione con altri gruppi studenteschi della città.

### Libera Sinistra Universitaria (LSU) di Santa Maria Capua Vetere
Libera Sinistra Universitaria è un'associazione nata nel 2006 in seno alla Facoltà di Giurisprudenza della Seconda Università degli Studi di Napoli.

### Sinistra Studentesca Universitaria (SSU) di Parma
La Sinistra Studentesca Universitaria è presente presso l'Università degli Studi di Parma.
L'Associazione inizialmente nasce nel 2009 all'interno della Facoltà di Giurisprudenza, per poi svilupparsi e crescere in tutto l'Ateneo. Alle elezioni studentesche del 2017 ottiene 1790 voti, ottenendo 2 seggi su 2 al Consiglio di Amministrazione; 1870 voti al Nucleo di Valutazione, ottenendo 2 seggi su 2; 900 voti al collegio area scientifica per il Senato Accademico, ottenendo il seggio senatorio; 560 voti al collegio area umanistica per il Senato Accademico, ottenendo il seggio senatorio; 482 voti al collegio area medico-veterinaria, ottenendo il seggio senatorio; detiene la maggioranza nel Consiglio degli Studenti, di cui esprime il Presidente. Alle elezioni del maggio 2021 ottiene il secondo posto come associazione più grande nell'Ateneo parmigiano. Alle elezioni di maggio 2023 torna ad essere la prima associazione più grande dell'Ateneo arrivando ad ottenere 3689 voti e tornando a detenere la maggioranza in Consiglio degli Studenti di cui esprime nuovamente il Presidente. L'Associazione detiene inoltre la maggioranza dei seggi senatori grazie al seggio dedicato alle dottorande e ai dottorandi dell'Ateneo.